# محطة كوبر النووية
محطة كوبر النووية هي محطة للطاقة النووية من نوع مفاعل الماء المغلي وتقع على موقع يمتد على مساحة 1,251 فدان (506 هكتار) بالقرب من براونفيل في نبراسكا على حدود نبراسكا مع ميسوري ويعتبر أكبر مولد كهربائي ذو وحدة واحدة في نبراسكا.

## خطر الزلازل
كان تقدير لجنة التنظيم النووي لمخاطر حدوث زلزال شديد كل عام بما يكفي لإحداث أضرار جوهرية للمفاعل.

## أحداث
في 19 يونيو 2011 تم إعلان عن حدث غير عادي (وهو أدنى تصنيف للطوارئ) بسبب ارتفاع نهر ميسوري الذي يصل إلى 899,1 قدم فوق مستوى سطح البحر.
في 15 مارس 2019 تم الإعلان عن حالة طوارئ أخرى منخفضة المستوى في حدث غير اعتيادي بسبب الفيضانات مع ذروة متوقعة تتجاوز فيضان عام 2011.